# 古剑奇谭2 (网络剧)
《古剑奇谭2》（英語：Swords of Legends II），2018年中国仙侠古装剧。本剧改编自单机游戏《古剑奇谭二：永夜初晗凝碧天》，由李治廷、颖儿、付辛博、姜雯、邵兵、张智尧领衔主演，优酷视频于2018年7月12日首播。

## 播出时间
| 频道     | 所在地   | 播映日期      | 播出时间                                          | 备注 |
| -------- | -------- | ------------- | ------------------------------------------------- | ---- |
| 优酷视频 | 中国大陆 | 2018年7月12日 | 会员每周四24：00更新8集，非会员每日24：00更新一集 |      |
| MCOT HD  | 泰國     | 2021年3月27日 | 9 SERIES 每週六~日 14:05 - 15:55                  |      |

## 演员列表

### 主要角色（旅行者）
| 演員                | 角色              | 介紹 | 備註         | 配音   |
| 李治廷 （中國香港） | 夏夷则 / 李焱     | 三皇子→太華山弟子→玄妙觀鮫人→朗德寨軍師→無厭伽藍犯人→三皇子→溫留的貼身侍衛→太華山弟子 聖元帝三子 夏紅珊之兒子 清和真人之徒弟 大皇子、李淼同父異母之弟弟兼針對對象 昭寧公主同父異母之哥哥兼保護對象 樂無異、聞人羽、謝衣、竹筍包子雜耍團、程廷鈞、禺期、秦煬之好友 沉稳从容，礼仪周全 劇情發展 表面上是一名人类。因被二皇子設計變妖。实际上体内有一半的鮫人血统。喜歡阿阮。从小被太华山的长老（封印鮫人血脈）带走，从此过上了道家清修的生活。他行事低调，不多言辞，看起来也许有些冷漠，但对亲近之人却细致体贴，是个非常值得信赖的伙伴。夏夷则身形挺拔，面容英俊，多年太华观的世外修行赋予了他冷峻安静的气质。於第31集離開伙伴而与清和真人回太華山救治。於第34集被清和真人用易骨術變成人類。最后一集48集回返太華山，思念阿阮。 。 | 本劇修改角色 | 魏超   |
| 付辛博 少年:黃天崎  | 乐无异 / 艾里西爾 | 樂府少爺→偃术家→朗德寨劍客→損毒二王子→紀山弟子→無厭伽藍犯人→百草谷軍師→樂府少爺→長安駙馬（被退婚）→偃術家 →損毒二王子 兀火羅之次子 安尼瓦爾同父異母之弟弟 樂紹成、傅清姣之養子 阿里木之乾兒子 昭寧公主之青梅竹馬兼喜歡對象 玉憐、楨姬之喜歡對象 夏夷則、阿阮、程廷鈞、秦煬、竹筍包子雜耍團、吉祥、如意、禺期、石不轉、伏英、息妙華、牛牛、牛犇、犇犇之好友 心地善良，沉穩內斂，豪無自私霸道。 劇情發展 出生于長安富商家庭，其養父是前战功显赫的将军樂，退隐后从商，很快就富甲一方，養母是精擅偃术的南疆天玄教偃女传人；無異的生父是捐毒大將兀火羅,生母是中原人，因此他具有一半胡人的血统。其養父母視無異如己出般疼爱有加。在遊歷期间爱上了闻人羽，一次机缘巧合之下，無異领略到偃术的魅力，從小對這項古老神秘的技藝產生了濃厚的興趣，並於此道小有所成。在一次的意外，與聞人羽相遇，携上古邪剑晗光出远门寻找谢衣，後成為谢衣的關門弟子。於第21集与秦煬成為好朋友。於第27集-第28集無異與昭宁公主結婚，後昭寧公主主動退婚。於第44集与狼王相認。最后一集48集 歸於西域，與歡喜寃家闻人羽有情人终成眷属 。 | 本劇修改角色 | 刘三木 |
| 颖儿                | 闻人羽            | 天罡女將領→長安太監→ 天罡女將領 阿阮之閨蜜 兀火羅之準兒媳 程廷鈞之徒弟 華月之師侄 伏英、息妙華之徒孫 碭王之前手下 息妙華之手下 謝衣、夏夷則、禺期、牛牛、牛犇、犇犇、竹筍包子雜耍團之好友 性格大方爽快 劇情發展 出身于百草谷"天罡"部队，從小在軍中生活的她見慣生死，被稱為聞人百將，擁有超越其年齡的沉着果敢，頭腦冷靜嚴謹，洞察力敏銳。大多时候神情淡漠，眼神中透露着堅定的神采；然而一旦笑顏逐開，秀麗清爽的笑容就難掩少女溫柔可愛的氣質。最後與樂無異有情人終成眷屬 。 |              | 張喆   |
| 姜雯                | 阿阮              | 巫山神女→ 無厭伽藍女犯人→ 露草 謝衣之妹妹 聞人羽之閨蜜 樂無異、伏英、息妙華、竹筍包子雜耍團、南霸天之好友 武功高強，心思单纯，自然灵动， 劇情發展 於第10集初登场，被封印在一幅画像空間里，後被夷则解封救出，疑似喜歡夏夷則。来历神秘，没有人知道她从哪里来，甚至于她自己也不一定说得清楚自己的过往（實則，當成人後即開始逐步散失靈力，當再次散盡體中靈力，則再變回露草，百年後方可再次變回人形）。 在主角团队当中，她赢得了所有伙伴的信任和呵护。而外表似乎非常柔弱的她，是否又真的只是个弱质纤纤的少女呢？於第20集破了七杀的阴谋。於第31集被夏夷則拋棄而回太華山救治。於第41集得知巫山神女相爱的人是初七。於第42集被昭宁公主认出是其的三嫂。最后一集48集靈力盡失，重新化為露草。 | 本劇修改角色 | 杨婧   |

### 天朝

#### 長安
場景:太華山、慈恩寺、定國公府
| 演員               | 角色              | 介紹 | 備註                             | 配音   |
| 曾黎               | 傅清姣            | 南彊天玄教偃女 樂紹成之妻 樂無異養母 夏紅珊之閨蜜 昭寧公主之前利用對象 |                                  | 冯骏骅 |
| 胡兵               | 乐绍成            | 定國公 傅清姣之夫 樂無異養父 兀火羅之好友 足智多謀，勇猛果敢 劇情發展 曾是功名顯嚇的大將軍，兀火羅死后，收養樂無異，實際上因兀火羅的死是被安尼瓦爾誤會。 |                                  | 陈光   |
| 何中华             | 圣元帝            | 長安皇帝→長安太上皇 夏紅珊之夫 夏夷則、李淼、昭宁公主之父親 清和真人、慈恩之好友 曾反對昭宁与樂無異結婚 因其子夏夷則成了皇帝后，最后病故，追封為太上皇。 |                                  |        |
| 金巧巧             | 夏红珊            | 淑妃→淑貴妃 鮫族公主 圣元帝之妻 夏夷則之母親 傅清姣之閨蜜 被二皇子串唆群臣以死諫主，促皇帝下詔賜白綾自行了斷，逝後皇帝追封為淑貴妃，並以國禮厚葬。 |                                  | 李世榮 |
| 吴春燕             | 昭宁公主          | 長安公主→定國公府少奶奶（27集-28集）→長安公主 圣元帝之女兒 大皇子、李淼、夏夷則同父異母之妹妹 樂無異之青梅竹馬兼喜歡對象 幼時喜歡樂無異，與他一起長大。 劇情發展 因為救夷則而協助他出宮。因發現樂無異喜歡聞人羽之後，瞧不起聞人羽，因叫聞人羽男人婆，一直沒有發現樂無異喜歡聞人羽，叫他離聞人羽遠一點。後被李淼接回長安。得知樂無異有血傷，再次看聞人羽不順眼。於第26集呈請父皇下詔与樂無異完婚。於第27集-第28集因夏夷則的勸說而取消婚禮。於第43集成全情敵聞人羽与樂無異相愛。於第44集礪罌附身李淼，要挾樂無異交出昭明劍心，用魔氣綁架了昭寧公主，隨後她呼喚偃甲鳥撞碎了魔氣黑霧，自身雖除去了礪罌的脅持，但也因此墜落地面而亡。 |                                  | 万纯   |
| 郭晓峰 青年:吳博倫 | 清和真人          | 太華山訣微長老 夏夷則之師尊 長安之元老 圣元帝之好友 |                                  |        |
| 陳泰龍             | 陳泰龍            | 長安尚書 圣元帝之心腹大臣 足智多謀，對圣元帝忠心耿耿，是幫助三皇子救難的忠臣 之後真相大白是李淼与流月城的祭司勾結，最終被李淼殺害。 |                                  |        |
| 郭子渝             | 李淼              | 二皇子→監國→削位幽禁 天朝的第一奸臣 圣元帝之次子 大皇子同父異母之二弟兼合作對象 夏夷則同父異母之二哥兼針對對象 昭宁公主同父異母之二哥 劉御醫之前指使者 金生、阿豪之指使者 狂妄自大，自視甚高，心机歹毒 劇情發展 為了自己的利益而不擇手段毒害三皇子，設計三皇子變妖。与夏夷則爭奪皇位，因是想把夏夷則當作妖怪。於第9集反對昭宁嫁給樂無異，後把昭宁帶回長安。於第23集与風琊為奸，串通群臣賜死淑妃。於第30集使用魔掌傷害夏夷則而被清和真人打敗。於第42集謀反，毒殺陳泰龍、劉御醫。后囚禁自己的父親，於第44集之後面對自己親妹妹昭寧公主慘死，近而瘋癲，被御林軍拿下帶走幽禁。                                                        |                                  | 凌振赫 |
| 李易祥             | 明川              | 長安國師→流月城太陰祭司→長安宦官 李淼之屬下 楨姬之師傅 礪罌、風琊之合作對象 心狠手辣，城府極深。 劇情發展 十年前是与風琊追殺謝衣的惡人。與二皇子設計夏夷則變妖，實際是沈夜派去李二皇子身邊的臥底。与礪罌有交易，与風琊為奸。后為太監。被謝衣發揭惡行，後露出真面目，已當謝衣的盾牌，反被風琊誤殺。 | 原型可參考遊戲中的雩風及巨門祭司 | 李龍濱 |
| 鄭清文             | 雪姬              | 長安公主 聖元帝之義女 夏夷則之義妹 華月之徒弟 |                                  |        |
| 万紫怡             | 紫怡              | 長安女將 十二、華月之女兒 夏夷則之手下 |                                  |        |
| 任鵬               | 大皇子            | 長安大皇子→監國→癈監國 圣元帝之長子 夏夷則同父異母之大哥間針對對象 李淼同父異母之大哥兼合作對象 昭宁公主之同父異母之大哥 愚笨魯莽，多次与二皇子去設計夏夷則 劇情發展 与明川狼狽為奸，讓夏夷則變成妖怪，想要援救夏夷則，反被夏夷則所傷而成癈監國。 |                                  |        |
| 季東燃             | 金生              | 前長安御林軍統領 李淼之手下 劇情發展 和李淼狼狽為奸毒害夏夷則，与天罡的大將軍有交易，与阿豪投放矩木而勾結流月城，最終与阿豪被圣元帝斬首。 |                                  |        |
| 李夢謙             | 阿豪              | 前長安御林軍統領 李淼之手下 与金生投放矩木而勾結流月城，最終与金生被圣元帝斬首。 |                                  |        |
| 節冰               | 王守誠            | 長安御醫 京城名醫 圣元帝之主治醫師 |                                  |        |
| 袁野               | 吉祥              | 定國公家僕 樂無異之前家僕 樂無異之好友 |                                  |        |
| 董浩               | 如意              | 定國公家僕 樂無異之前家僕 樂無異之好友 |                                  |        |
| 待查中             | 寂如              | 慈恩寺住持 聖元帝之好友 |                                  | 王冠南 |
| 待查中             | 德公公            | 長安宦官 圣元帝之貼身宦官 |                                  | 劉康   |
| 李建橋             | 老劉頭            | 定國公府管家 樂紹成之屬下 |                                  |        |
| 李俊峰             | 靈覺              | 太華山弟子 夏夷則之師弟 |                                  |        |
| 张雯               | 逸清              | 太華山弟子 夏夷則之師姐 |                                  | 閻萌萌 |
| 鄧英               | 南熏真人          | 太華山師姐 夏夷則之師伯 曾协助清和真人为夏夷则易骨。 |                                  |        |
| 待查中             | 葛山君 李葛       | 葛王 圣元帝之哥哥 阿阮之義父 夏夷則之伯伯 太華山之長老 曾協助清和真人為夏夷則易骨。 |                                  | 劉琮   |
| 待查中             | 劉御醫            | 長安御醫 京城名醫 圣元帝之主治醫師 李淼之前手下 曾被監國利用 於第42集被李淼陷害而被其賜死 |                                  |        |
| 王德楓             | 十二 路分         | 長安大將軍→流月城護法\|夏夷則之前手下 瞳之手下 紫怡之父親 劇情發展 曾与夏夷則在戰場殺敵，個性忠厚老實，對夏夷則忠心耿耿，被夏夷則封為大將軍，後來被流月城抓去成為第十二個活傀儡，最終被瞳指派選擇控制團子，反被夏夷則挖眼才打退。 |                                  |        |
| 付辛博 少年:黃天崎 | 乐无异 / 艾里西爾 | 詳見旅行者 | 詳見旅行者                       | 刘三木 |
| 李治廷             | 夏夷则 / 李焱     | 詳見旅行者 | 詳見旅行者                       | 魏超   |
| 姜雯               | 阿阮              | 詳見旅行者 | 詳見旅行者                       | 杨婧   |
| 果靜霖             | 大將軍 李碭       | 詳見天罡 | 詳見天罡                         |        |

#### 天罡
場景:百草谷、星海部、星羅岩
| 演員     | 角色        | 介紹 | 備註             | 配音   |
| 颖儿     | 闻人羽      | 詳見主要角色 | 詳見主要角色     | 張喆   |
| 閆笑     | 華月 一     | 天罡將軍→流月城廉貞祭司→流月城護法→天貞神將(追尊) 于在星海部的掌門人，無厭伽藍二長官 十二之妻 伏英、息妙華之徒弟 怀緒、雪姬之師傅 聞人羽之師叔 紫怡之母親 沈夜之手下兼好友 沈曦之閨蜜 离珠之前指使者 礪罌之合作對象 武功高強，陰險狡詐，心狼手辣，是沈夜最信任的人，卻對沈夜忠心耿耿 愛慕沈夜 曾是星羅岩弟子 劇情發展 上古時是謝衣好友，後和沈夜忘恩負義与明川、風琊及心魔礪罌勾結殺害謝衣。是奉沈夜之命去設計樂無異。於第15集威脅聞人羽。於第17集-第18集派官兵捉住程廷鈞，而利用程廷鈞出賣聞人羽。於第36集救下离珠。於第42集為了利益不擇手段把赤宵与烈山部族人給殺了，后把小塵帶去下界，發現大祭司要殺烈山部族民，后阻止沈夜。於第47集事件暴露而成了第一號的活傀儡，成了魔化人，后被樂無異殺死，追封為天貞神將。 |                  | 趙雙   |
| 侯祥玲   | 程廷鈞 十一 | 天罡軍官→校尉→流月城傀儡→長槍靈官(追尊)→龍探神官(追尊) 星羅岩弟子 于在百草谷的掌門人 伏英、息妙華之徒弟 華月之師兄 紫怡、懷緒、雪姬之師伯 謝衣、樂無異、夏夷則之好友 聞人羽之師傅兼養性軍官 心地善良，足智多謀。 劇情發展 後因華月抓入流月城，被瞳改造成第十一號活傀儡，後趁瞳不注意時，以暗號讓聞人羽丟槍，讓聞人羽自穿自身再穿入瞳身，追封為長槍靈官及龍探神官。 |                  | 孟宇   |
| 姚遠     | 秦煬        | 天罡百將 百草谷公子 聞人羽之師兄 碭王之手下 樂無異之好友 劇情發展 前期對樂無異很兇，后期与樂無異化敵為友。 於第21集因聞人的關係才与樂無異成為好朋友。 |                  |        |
| 李繼龍   | 司馬卓      | 天罡百將 百草谷公子 碭王之手下 |                  |        |
| 劉李优优 | 蘇瓊        | 天罡百將 百草谷公子 碭王之手下 |                  | 李詩萌 |
| 果靜霖   | 大將軍 李碭 | 天罡大將軍 聞人羽之前上司 圣元帝、葛山君之弟弟 夏夷則之叔叔 劇情發展 出生於長安皇室，實為長安皇室宗族皇子碭王，与長安有交易，最終攻下流月城。 |                  |        |
| 葉超     | 伏英        | 星羅岩岩主 息妙華之夫 華月、程廷鈞之師傅 雪姬、紫怡、懷緒、聞人羽之太師傅 樂無異、夏夷則、阿阮之好友 勇猛無敵，亦正亦邪 劇情發展 戰場上原是個功名顯嚇的將軍，變成火龍殺死毒獸蜚，但因毒獸蜚的毒血影響，成為禍害人間的妖怪，因戰鬥而暫時變回人類，最終為眾人取得昭明之暗，消失在星羅岩而投胎轉世。 |                  |        |
| 劉珈彤   | 息妙華      | 星羅岩岩主夫人 妙華仙子 伏英之妻 毒宗宗主之女 華月、程廷鈞之師母 雪姬、紫怡、懷緒、聞人羽之太師母 樂無異、夏夷則、阿阮之好友 聞人羽之上司 後与伏英相戀。 | 在遊戲中是個神醫 |        |

### 流月城
場景:烈山部、無厭伽藍、龍兵嶼
| 演員            | 角色            | 介紹 | 備註     | 配音     |
| 張如意          | 滄溟            | 流月城城主 沈夜之妻 沈曦之大嫂 沈流之儿媳 華月之閨蜜 |          |          |
| 趙岩松          | 沈流            | 前任流月城大祭司 沈夜、沈曦之父親 滄溟之公公 渾邪王之好友 烈山部族人 行事冷酷不帶情感 劇情發展 為測試矩木治療流月城特有絕症之效力，將一雙兒女送進矩木遭神血灼燒。 |          |          |
| 邵兵            | 沈夜            | 流月城紫微大祭司 滄溟之夫 沈流之兒子 沈曦之兄 谢衣之师尊 瞳、華月之好友 初七之前指使者 沈夜的一生是作为王者的一生，为了自己的职责，哪怕是做尽他人认为的恶，也要保住城中的族人在所不惜。但他更是知晓命运流转之人，有得到就必须付出相应的代价，哪怕遍体鳞伤付出生命，被誤會是与心魔一伙，后已經改邪歸正而放下過去，決定要倒戈心魔礪罌，最后還是在黑化，后恢復正常而把謝衣留下的偃術傳給樂無異。                                         |          | 邵兵     |
| 郭品超 （臺灣） | 瞳              | 流月城七殺祭司 無厭伽藍之掌管者 沈夜之手下兼好友 沈夜之同夥 离珠之前指使者 十二之指使者 內心心狠手辣，精通蠱術和医术。 剧情发展 于第6集登场，对于他来说，探求生命的起源与发展却更为有趣。位分在大祭司沈夜之下（企划集中提到其作为大祭司人选之一，但缺席了大祭司之试）。一贯深居简出，天生有一只血红妖瞳，可将人石化。於第46集-第47集被程延鈞和聞人羽聯手刺傷心脈，后在流月城中消散而亡，不久就過世了。                                |          | 陈张太康 |
| 吳得心          | 風琊            | 流月城貪狼祭司→長安國師 西域道人 二皇子之謀士 曾是沈夜之心腹 初七之頭號政敵 明川、礪罌之合作對象 陰狠毒辣，作惡多端 劇情發展 是十年前与明川追殺謝衣的惡人，擅用骨蝶，在紫微大祭司的算計中是紫微大祭司的一枚棋子，發生了恐怖事件後，与明川勾搭，臨時才投奔長安，成為李淼身邊的國師。後投靠二皇子，封為國師。於第28集骨蝶被息妙華破了之后，碰到初七，初七知道貪狼祭司背叛流月城勾搭二皇子，後被初七砍了左手，被自己的骨蝶盡噬靈力而亡。 |          | 郭浩然   |
| 劉冠麟          | 赤宵            | 流月城天机祭司 道士 小塵之師傅 沈流、沈夜之前手下 沈夜身邊之叛徙 劇情發展 沈夜當上祭司，發現沈夜与邪魔婪勾結，決定要選擇叛亂，背叛沈夜被殺，成為魔化人，已被華月殺害。 |          |          |
| 趙擎            | 崔靈鏡          | 流月城開陽祭司 道士 沈流、沈夜之前手下 沈夜身邊之叛徙 劇情發展 沈夜當上祭司後，發現沈夜与邪魔婪勾結，決定要選擇叛亂，背叛沈夜被殺，成為魔化人。 |          |          |
| 趙宜鑫          | 沈曦            | 流月城小姐 沈流之女 沈夜之妹 小塵之青梅竹馬，与小塵是好友 華月之閨蜜 劇情發展 最終沒捉到小鳥而被滄溟利用而叛亂，因赤宵以為是自私人物，后協助烈山部族民逃出流月城，因華月用琴把叛亂的殺，流月城立馬失手，已被沈夜所救，得知要保護哥哥沈夜而被魔氣熏染，知道礪罌被斬而被沈夜救下，最后醒來 |          |          |
| 待查中          | 礪罌            | 寄宿流月城矩木之心魔 沈夜之合作對象 明川、風琊、華月之合作對象 劇情發展 上古邪魔，在流月城矩木中的心魔。與沈夜合作，讓流月城往下界投放矩木以吸食人類七情，心魔則以魔氣薰染烈山部族人使烈山部族民不被下界濁氣侵蝕，已被樂無意和沈夜連手消滅死亡。 |          | 馮盛     |
| 潘亞男          | 靜萍            | 流月城侍女 沈夜之手下 專職照顧沈曦。 於第45集為保護沈曦逃脫而被礪罌殺害。 |          |          |
| 待查中          | 小塵            | 烈山部族民 沈曦的青梅竹馬，與沈曦是好友 |          |          |
| 唐藝純          | 小塵娘          | 烈山部族民 小塵之母親 於第42集被華月殺害 |          |          |
| 許歌            | 离珠            | 流月城護法 烏鈴閣老闆 瞳、華月之前手下 |          | 張馨予   |
| 閆笑            | 華月 偃甲一     | 詳見天罡 | 詳見天罡 | 趙雙     |
| 侯祥玲          | 程廷鈞 偃甲十一 | 詳見天罡 | 詳見天罡 | 孟宇     |
| 王德楓          | 偃甲十二 路分   | 詳見長安 | 詳見長安 |          |
| 张智尧          | 谢衣 偃甲七     | 詳見捐毒 | 詳見捐毒 | 商虹     |
| 张智尧          | 初七            | 詳見捐毒 | 詳見捐毒 | 商虹     |
| 李易祥          | 明川            | 詳見長安 | 詳見長安 | 李龍濱   |

### 捐毒
場景:紀山、巫山、月泉村
| 演員                | 角色              | 介紹 | 備註                         | 配音   |
| 待查中              | 兀火羅            | 捐毒大將 渾邪王之兄 樂無異、安尼瓦爾之父親 樂紹成之好友 文武雙全 劇情發展 為了在戰場殺敵，把奸詐的賊人給殺了，后戰死沙場。 |                              | 梁曉強 |
| 待查中              | 渾邪王            | 捐毒軍王 兀火羅弟弟 樂無異、安尼瓦爾之叔叔 沈流之好友 劇情發展 與西域死亡之神合作而獲得捐毒王位成為渾邪王.后被謝衣殺死。 |                              | 王俊翔 |
| 杨浩煜              | 屠休              | 捐毒二當家 馬賊賊寇 狼王之手下 狼緹二首領。 |                              |        |
| 姜浩嚴              | 安尼瓦爾          | 捐毒狼王 馬賊首領 狼緹大首領 兀火羅之長子 樂無異同父異母之兄 劇情發展 因父親是被樂紹成害死，得知仇人就是樂紹成，因想殺樂紹成，實際上因兀火羅的死是誤會樂紹成，第一次被樂無異用晗光劍所戲弄，第二次想抓樂無異之後，被聞人羽所敗，第三次想殺樂無異被夏夷則所敗，帶其手下回月泉村，得知樂無異是自己的親生弟弟，最終与樂無異相認。 |                              |        |
| 王希維              | 穆剎              | 捐毒孤女 狼王下屬 馬賊賊寇 狼緹三首領 |                              | 鄭言   |
| 趙威霖              | 加帕爾            | 捐毒大將 馬賊賊寇 狼王之手下 狼緹之叛將 於第16集射傷扎木那 |                              |        |
| 劉倬廷              | 扎木那            | 捐毒叛將 馬賊賊寇 狼王之前手下 狼緹之叛將 於第16集与鷹騎私交而被加帕爾射傷 |                              |        |
| 孫豪禹              | 生石花怪          | 捐毒小石神 石不轉之徒弟 |                              |        |
| 待查中              | 阿里木            | 月泉村村民 樂無異之乾爹 西域人 尊神為胡達 |                              | 郭政建 |
| 鲁筱冉              | 寒古麗            | 月泉村的舞姬 西域人 尊神為胡達 |                              | 劉芊含 |
| 待查中              | 石不轉            | 捐毒石神 紀山大神 謝衣、樂無異之好友 小石神之師傅 被瞳殺害 |                              | 張遙函 |
| 张智尧 （中國香港） | 谢衣 偃甲謝衣     | 流月城破軍祭司→捐毒偃术大师 沈夜之徒弟 阿阮之哥哥 樂無異之師父 离珠之前男友 夏夷則、聞人羽、程廷鈞、石不轉、禺期、竹筍包子雜耍團之好友 巴葉娘之救命恩人 亦是墨一的故交 沉穩內斂，足智多謀，心地善良，男主角乐无异对其十分崇拜，後來傷重重新塑造放入偃甲人，自己部分記憶的偃甲谢衣曾收乐无异为徒。 劇情發展 第11集初次登場，于偃术一途冠绝古今，其制造的偃甲精妙绝伦，为世人所称颂。其實是流月城的破軍祭司，在捐毒的紀山被明川与風琊追殺，在樂無異的身体打入胎記，如何對付流月城的沈夜和瞳等人，瞳為了要助紂為虐對付聞人羽，後阻止瞳，而華也是助紂為虐的人，后与主角破流月城的計劃，後來被沈夜改造成偃甲七，而偃甲七－谢衣，為救樂無異而被沈夜砍頭及瞳用火術燒死了頭，已救治不了。 | 長的一模一樣，都是謝衣的樣貌 | 商虹   |
| 张智尧 （中國香港） | 初七              | 流月城傀儡→巫山巫師 謝衣之真身 沈夜之前手下 阿阮之前男友 風琊之頭號政敵 沉穩內斂 劇情發展 十年前在涼州郊外被沈夜捕獲，抹去所有記憶，放進部分學識與偃術，喜歡神女，司幽的情敵，風琊的頭號政敵，因被沈夜利用而砍風琊的手臂才能得到昭明劍。 於第41集死在巫山之地，答應樂無異阻止流月城投放矩木，破了沈夜的陰謀，剷除心魔礪罌。 | 長的一模一樣，都是謝衣的樣貌 | 商虹   |
| 待查中              | 乳娘              | 月泉村村民 樂無異、安尼瓦爾之乳娘 |                              | 楊洁   |
| 丁品偉              | 鷹參將            | 鷹騎將軍 扎木那之心腹 |                              |        |
| 付辛博 少年:黃天崎  | 乐无异 / 艾里西爾 | 詳見主要角色 | 詳見主要角色                 | 刘三木 |
| 颖儿                | 闻人羽            | 詳見主要角色 | 詳見主要角色                 | 張喆   |
| 姜雯                | 阿阮              | 詳見主要角色 | 詳見主要角色                 | 杨婧   |

### 偃師
| 演員                | 角色              | 介紹                                        | 備註         | 配音   |
| 鍾衛華              | 墨一              | 偃術大師 元二之好友 亦與謝衣是故交 精通偃術 |              |        |
| 雪村                | 元二              | 偃術大師 墨一之好友                         |              |        |
| 张智尧 （中國香港） | 谢衣 偃甲謝衣     | 詳見捐毒                                    | 詳見捐毒     | 商虹   |
| 张智尧 （中國香港） | 初七              | 詳見捐毒                                    | 詳見捐毒     | 商虹   |
| 付辛博 少年:黃天崎  | 乐无异 / 艾里西爾 | 詳見主要角色                                | 詳見主要角色 | 刘三木 |

### 江陵王國
| 演員   | 角色   | 介紹 | 備註 | 配音 |
| 溫雯   | 楨姬   | 江陵大王 妖魔星 江陵之魔王 明川之徒弟 熊副將、慧明、小妖兵之指使者 幻術黑暗，是讓小妖兵派去傷害樂無異的貓妖 喜歡樂無異 劇情發展 江陵稱王，是殺死聞人羽父母及全村的兇手。於第4集後來發現樂無異与聞人羽是一伙的，要吸取樂無異的精氣，結果被聞人羽打出原形，因想傷害樂無異之後，反被樂無異用晗光消滅。 |      |      |
| 呂德亮 | 熊副將 | 江陵副將 楨姬之手下 劇情發展 殺害聞人羽父母的兇手之一，与明川暗度陳蒼，因沒有王國的命令后，封住神馬，反被聞人羽殺死 |      |      |
| 范雷   | 慧明   | 江陵妖道 楨姬之手下 劇情發展 在江陵偷走樂無異的晗光劍，喜歡邪術，被樂無異与禺期所敗。 |      |      |

### 晗光劍
| 演員               | 角色              | 介紹 | 備註         | 配音   |
| 付辛博 少年:黃天崎 | 乐无异 / 艾里西爾 | 詳見主要角色 | 詳見主要角色 | 刘三木 |
| 范俊良             | 禺期              | 晗光剑剑灵 阿黃、小黃之父親 樂無異、聞人羽、夏夷則、謝衣之好友 劇情發展 原來是上古時期宗夏國的皇太子及上古仙匠，阿狸与阿紅封為將軍，成為皇帝，后封入在晗光劍裡，成為樂無異的劍士，同时也是上古神剑—昭明的铸造者。 |              | 钱文青 |
| 金剛               | 金剛              | 偃甲衛士 樂無異出品之偃甲第三號 天下第一 |              |        |

### 竹筍包子號、廣州城
| 演員                | 角色              | 介紹 | 備註         | 配音   |
| 張野                | 團子              | 廣州雜役 也是竹荀包子雜耍團團長与偃甲船地方的人 石白子、僻塵、謝衣、樂無異、聞人羽、夏夷則、昭宁公主、阿阮之好友 劇情發展 於第36集到廣州結識阿阮。於第37集-第38集魔化，遭流月城十二控制成為boss，後來被十二設計促讓樂無異誤殺而亡。 |              |        |
| 遲志強              | 石白子            | 廣州雜役 也是竹筍包子雜耍團成員与偃甲船地方的人 僻塵、團子、謝衣、樂無異、聞人羽、夏夷則、昭宁公主、阿阮之好友 劇情發展 於第36集到廣州結識阿阮。於第38集因團子去世以后，把偃甲船讓給樂無異                                          |              |        |
| 謝聞軒              | 僻塵              | 廣州雜役 團子、石白子、謝衣、樂無異、聞人羽、夏夷則、昭宁公主、阿阮之好友 也是竹筍包子雜耍團成員与偃甲船地方的人 劇情發展 於第36集到廣州結識阿阮。於第38集因團子去世以后，把偃甲船讓給樂無異。                                      |              |        |
| 付辛博 少年:黃天崎  | 乐无异 / 艾里西爾 | 詳見主要角色 | 詳見主要角色 | 刘三木 |
| 颖儿                | 闻人羽            | 詳見主要角色 | 詳見主要角色 | 張喆   |
| 李治廷              | 夏夷则 / 李焱     | 詳見主要角色 | 詳見主要角色 | 魏超   |
| 姜雯                | 阿阮              | 詳見主要角色 | 詳見主要角色 | 杨婧   |
| 张智尧 （中國香港） | 谢衣 偃甲謝衣     | 詳見捐毒 | 詳見捐毒     | 商虹   |
| 张智尧 （中國香港） | 初七              | 詳見捐毒 | 詳見捐毒     | 商虹   |

### 朗德寨
| 演員   | 角色   | 介紹                                                                                                   | 備註             | 配音 |
| 倪土   | 老寨主 | 朗德寨寨主 被明川利用而種樹及讓樹下雨，後被騙去而被风琊殺害。                                          |                  |      |
| 周曉航 | 巴葉娘 | 朗德寨寨民 巴葉之母親 謝衣之救命對象 劇情發展 后因巴葉死後一直瘋瘋癲癲的把全部人當作巴葉，後被風琊所殺 |                  |      |
| 榮梓杉 | 巴葉   | 朗德寨少年 巴葉娘之兒子 樂無異之好友 於第11集被明川殘忍殺死                                            | 遊戲中被雩風殺死 |      |

### 從極之淵
| 演員   | 角色   | 介紹 | 備註 | 配音 |
| 趙偉   | 南霸水 | 從極之淵海龜 阿阮之好友 第36集初登場被阿阮救出 |      |      |
| 待查中 | 玉怜   | 從極之淵公主 蜃精 初七之師妹 劇情發展 喜歡廣大雄性（含樂無異） 利用樂無異去傷害聞人羽的命，發現樂無異与阿阮是一伙的，身体配飾為昭明之光（能吸取各類靈力），綁架阿阮和聞人羽之後遭到樂無異的鐵絲奪取昭明之光，過程中因欲偷襲樂無異，反被樂無異反殺 \|遊戲中的角色飾演奴奴。 | 王薇 |      |
| 火喻   | 怀緒   | 從極之淵老闆 鮫人 素商之戀人 華月之徒弟 滄海月明中被玉怜欺騙了感情，被阿阮救起 |      |      |

### 玄妙觀
| 演員   | 角色     | 介紹 | 備註 | 配音   |
| 郭震   | 靈虛道長 | 玄妙觀觀主 捉妖師 擅邪術 劇情發展 与明川上師互相勾搭，后被殺。 |      |        |
| 馮俊杰 | 犇犇     | 玄妙觀牛精 樂無異、聞人羽之好友 曾受到靈虛道長的迫害，後被夏夷則救出 |      |        |
| 張億航 | 牛犇     | 玄妙觀牛精 樂無異、聞人羽之好友 曾受到靈虛道長的迫害，後被夏夷則救出 |      |        |
| 待查中 | 溫留     | 玄妙觀妖獸 原乘黃一族王爺 獸王之弟 夏夷則之救命恩人 劇情發展 boss的身份對抗清和真人，王爺溫留是一個妖獸，其實是玄妙觀妖獸，被靈虛道長收服，乘黃一族滅亡之時王爺留下清和真人的信說王爺不能眼道而來，因夏夷則來到乘黃一族想要告訴其的傳說故事，後用易骨術把夏夷則變成人類。 |      | 張遙函 |

## 电视原声带
| 曲序 | 曲目               | 演唱   |
| ---- | ------------------ | ------ |
| 1.   | 不念（主题曲）     | 张靓颖 |
| 2.   | 不枉（片尾曲）     | 付辛博 |
| 3.   | 无憾（插曲）       | 付辛博 |
| 4.   | 一生的挚爱（插曲） | 许馨文 |
| 5.   | 夜（插曲）         | 王晰   |